# Сесил Браун
Сесил Браун (9 жовтня 1850, Вайлуа, Гаваї — 6 березня 1917, Гонолулу, США) — політик, бізнесмен і банкір Королівства, Республіки та Території Гаваїв.
Браун був членом Палати представників Королівства Гаваї, заступником генерального прокурора, генеральним прокурором та членом Консультативної ради Тимчасового уряду Гаваїв. Браун також був президентом-засновником першого національного банку, створеного на островах.

## Біографія
Браун народився у Вайлуа, Гаваї, у родині Томаса та Мері Енн (Роудс) Браун, які переїхали на Гавайські острови з Англії в 1844 році. Сесил був п'ятим із шести братів і сестер. Двоє з яких також брали участь у гавайській політиці: Годфрі (міністр закордонних справ, тоді міністр фінансів Королівства Гаваї) і Френк (Палата представників, Королівство Гаваї).  Браун одружився з Мері К. Майнер Діксон (вдовою Мензіса Діксона) 11 серпня 1897 р. У них не було спільних дітей. Померла 12 вересня 1907 року.

### Сім'я
У Томаса та Мері Енн (Роудс) Браун було четверо дітей (Артур, Годфрі, Аліса та Френк) до того, як у 1844 році покинули Англію та переїхали на Гавайські острови з теплим кліматом. Луї (помер у дитинстві), Сесил і Малькольм народилися на Гаваях. У 1853 році вся родина виїхала до Бостона, щоб віддати Артура, Годфрі та Френка до школи. Решта членів родини Браун повернулися на Гаваї в самому кінці 1855 року  .

### Раннє життя
Батьки навчали Сесила вдома, а виховувала його тітка по материнській лінії Сара Роудс фон Пфістер. Він відвідував кафедральну гімназію, а потім школу Пунахоу.  У грудні 1866 Браун залишив Гонолулу до Сполучених Штатів  і вступив до Колумбійської школи права (Вашингтон, округ Колумбія). Закінчив навчання з відзнакою в червні 1871 року і переїхав до Нью-Йорка (1871–74), де працював в юридичній фірмі Евартса, Соутмайда і Чота. У 1874 році Браун переїхав до Сан-Франциско , а потім повернувся до Гонолулу. 
Невдовзі після повернення на Гаваї 28 січня 1875 року Браун отримав ліцензію на юридичну практику у Верховному суді Королівства Гаваї  . 27 липня 1875 року король Калакауа призначив його державним нотаріусом на острові Оаху.  Розпочавши приватну практику, він представляв інтереси клієнтів в окружному суді до кінця 1875 року  і у Верховному суді Королівства Гаваї до 1876 року  . Незважаючи на свою майбутню політичну та бізнес-кар’єру, Браун продовжував приватну юридичну практику (головним чином заповідання спадщини) протягом усього свого життя. Принаймні вісім разів між 1893 і 1901 роками Браун сидів на лаві Верховного суду Гаваїв як виконуючий обов’язки судді.

## Політична кар'єра
Політична кар'єра Сесила Брауна тривала майже 40 років (1876–1913). Він брав участь у політиці відповідно до чотирьох конституцій Королівства Гаваї до анексії Сполученими Штатами: 1840, 1852, 1864 та 1887 років, а також конституції Республіки Гаваї (одним із творців якої був Браун), яка була прийнятий 4 липня 1894 року. Кожна з останніх трьох конституцій (1864, 1887 та 1894) була чинною в якийсь момент під час кар’єри Сесила Брауна на державній службі.

### Королівство Гаваї
5 вересня 1876 року член Конгрессу Самуїл Камакау помер в офісі. Позачергові вибори для заповнення решти терміну його терміну відбулися 18 вересня 1876 року, і Брауна було обрано.   Його заявка на переобрання в лютому 1878 року була близькою, але невдалою.
У липні 1878 Браун був призначений на посаду секретаря Генерального прокурора, а до листопада того ж року в юридичних оголошеннях, опублікованих у місцевих газетах, він згадувався як заступник генерального прокурора. Він був внесений до довідника Королівства за 1880 рік як заступник генерального прокурора, що стало першим використанням цього звання в офіційному довіднику.
Браун отримав кілька урядових призначень. Крім державного нотаріуса, у 1877 році він був призначений членом Ради оцінювачів земель із трьох осіб , а в 1879 році — агентом з отримання подяк за документи.  Пізніше він залишив усі три призначення в 1887 році , щоб відповідати Конституції Королівства Гаваї 1887 року. 

### Тимчасовий уряд Гаваїв
Тимчасовий уряд Гаваїв створив Консультативну раду, наділену законодавчими повноваженнями. Браун був призначений 25 січня 1893  після відмови від призначення на посаду генерального прокурора, зробленого 16 січня, ввечері перед поваленням.  20 березня 1893 року він був призначений уповноваженим комітету з трьох осіб, який займався переглядом кримінального кодексу Гавайських островів  і був призначений головою юридичного комітету.  Акт про скликання конституційного конвенту (делегатом якого був Браун) був прийнятий 15 березня 1894 року і скликався з 30 травня по 3 липня 1894 року. Браун був одним із підписантів конституції 1894 року новоствореної Республіки Гаваї. 

### Республіка Гаваї
25 жовтня 1894  Браун подав у відставку з Консультативної ради, щоб балотуватися до Сенату.  Він був обраний у листопаді 1894 року  і служив безперервно до 1904 року  Під час свого перебування в Сенаті Браун обіймав посаду в Державній раді  з 23 червня 1895 року  до 1901 року  і у комітетах Сенату з юстиції, карбування монет і міжнародних відносин.   У листопаді 1904 року, хоча Браун був висунутий, він не був переобраний. Були розмови про те, що Браун знову балотуватиметься на загальних виборах 1906  і 1908 років , але в 1910 році він був переобраний.  Сесил Браун фактично пішов у відставку з Сенату в травні 1914 року  .

## Бізнес-кар'єра

### Ради директорів
Сесил Браун брав участь у багатьох асоціаціях і бізнес-радах як довірена особа, директор або посадова особа. Починаючи з початку 1880-х років, Браун був директором Асоціації тваринників  і скарбником Асоціації парку Капіолані  і Гавайського жокейного клубу. 
Ділові інтереси включали Hawaiian Hardware Company (віце-президент),  Honolulu Soap Works company, Ltd. (президент),  California Feed Company, Ltd. (Президент),  і Hawaiian Fiber Company, Limited (Президент).  Цукрові інтереси включали Kona Sugar Company,  Ookala Sugar Plantation Co.  і Pacific Sugar Mill (віце-президент). 

### Телефонна служба на Гаваях
Hawaiian Bell Telephone Company (HBT) була зареєстрована в 1879 році і почала працювати 30 грудня 1880 року.  У серпні 1883 року як конкурент була заснована Взаємна телефонна компанія, яка розпочала роботу в березні 1885 року  . 2 серпня 1894 року обидві компанії об'єдналися з Mutual Telephone під контролем. 
Сесил і брат Годфрі були обрані до ради директорів HBT на початку 1884 року (Годфрі як віце-президент, а Сесил як аудитор),  і до кінця року Годфрі став президентом.  До січня 1886 року Годфрі був і президентом, і скарбником, а Сесил — віце-президентом , і вони займали ці посади протягом наступних кількох років.    
У вересні 1892 року Сесил також був обраний до ради директорів конкуруючої компанії Mutual Telephone.  Коли дві компанії об'єдналися в 1894 році, він був призначений віце-президентом Mutual Telephone Company , а через два роки Годфрі був обраний скарбником.  Сесил залишався віце-президентом більше десяти років.

### Перший національний банк Гаваїв

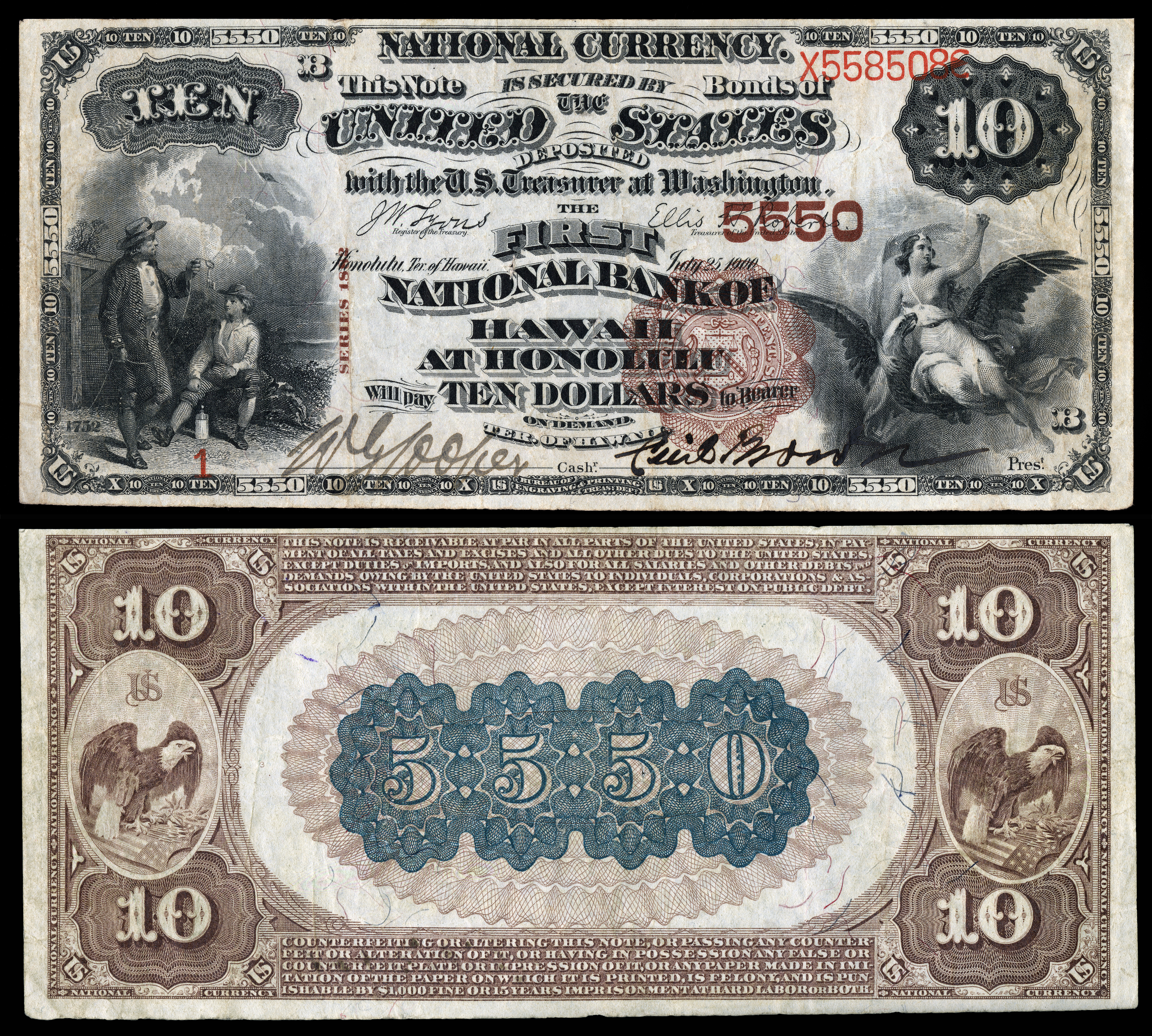
Перша національна банкнота номіналом 10 доларів США, випущена Першим національним банком Гавайських островів у Гонолулу, Територія Гаваїв (1900 р.). Підписано Сесилом Брауном (Президент) і В. Г. Купером (Касир)

Передбачаючи анексію Гаваїв як території США (липень 1898 р.) і очікуване прийняття Закону про національну банківську діяльність, на початку 1898 р. декілька сторін уже надіслали запити до Вашингтона, округ Колумбія, щодо збереження титулу «Перший національний банк Гаваїв» .  Браун працював адвокатом Джорджа Макфарлейна під час організації та інкорпорації First American Bank of Hawaii протягом 1899 року  . Організатори банку передбачали, що наявність повноцінно функціонуючого банку, коли Закон про національну банківську діяльність буде поширено на територію Гаваїв, дозволить їм стати Першим національним банком Гаваїв.  На перших зборах акціонерів у вересні 1899 року Сесил Браун був обраний президентом. 
Зрештою Конгрес розширив дію Закону про національну банківську діяльність, щоб включити територію Гаваї (30 квітня 1900 р.),  і під час зборів акціонерів у липні 1900 р. було погоджено перетворити Перший американський банк на національний банк.  Перший національний банк Гавайських островів у Гонолулу відкрився 1 жовтня 1900 року  . Браун залишався президентом банку до 1915 року, коли пішов у відставку і став головою правління. 

## Погіршення здоров'я і смерть
Влітку 1914 року під час відвідування Сан-Франциско здоров'я Брауна почало погіршуватися. Після двох з половиною місяців хвороби його госпіталізували, коли він переніс «важкий» інсульт і, як повідомляється, був у «важкому стані».  Він прибув на Гаваї 4 листопада 1914 року  і переніс другий інсульт 4 березня 1915 року, внаслідок чого його правий бік був частково паралізований.  Повідомляється, що він у "критичному" стані.  Хоча спочатку повідомлялося, що стан Брауна повільно покращувався , до кінця 1916 року його функціонування значно погіршилося, і наприкінці грудня 1916 року суди визнали його «розумово недієздатним» і призначили його племінник Г. М. фон Холт як його опікун.  6 березня 1917 року Сесил Браун помер від апоплексичного удару .  Наступного дня територіальний сенат, палата представників і гавайська асоціація адвокатів оприлюднили резолюції, у яких висловлювали співчуття та втрату.   

## Зовнішні посилання
- Cecil Brown at Find a Grave
- All about Hawaii. The recognized book of authentic information on Hawaii, combined with Thrum's Hawaiian annual and standard guide ((original from University of Michigan)). Honolulu Star-Bulletin. 1891. с. 92—97.

- Woods, Roberta. LibGuides: Hawai'i Legal Research: Attorney General Opinions. law-hawaii.libguides.com.

Містить список генеральних прокурорів Королівства Гаваї, їхні зарплати та бюджети